# ジゴロ・イン・ニューヨーク
『ジゴロ・イン・ニューヨーク』（原題: Fading Gigolo）は、2013年にアメリカ合衆国で製作されたジョン・タトゥーロ監督・脚本・主演によるコメディ映画。

## あらすじ
書店をたたむことになったマレー（ウディ・アレン）は、友人のフィオラヴァンテ（ジョン・タトゥーロ）に、ジゴロをやってみないかと持ちかける。初めての顧客となった医師パーカー（シャロン・ストーン）を皮切りに、フィオラヴァンテは次々と女性を虜にする。フィオラヴァンテとマレーは、ジゴロのヴァージル・ハワードとポン引きのダン・ボンゴとして成功を収める。
フィオラヴァンテは顧客のアヴィガル（ヴァネッサ・パラディ）に恋心を抱く。彼女はラビの未亡人で、彼女の幼なじみである警官のドヴィ（リーヴ・シュレイバー）は彼らの関係を怪しんでいる。このことをきっかけに、ある日、マレーがラビ審議会に立たされる羽目となる。そこにアヴィガルが入って来て、マレーは刑罰をまぬがれる。ドヴィの愛を受け入れることを決心したアヴィガルは、フィオラヴァンテに別れを告げる。
フィオラヴァンテはニューヨークを去るつもりでいた。マレーに別れを告げ、ダイナーを立ち去ろうとした彼は、カウンター席に座っていたローン（ローン・シャバノル）と言葉を交わす。言葉巧みにフィオラヴァンテを紹介したマレーは彼女に連絡先を伝える。彼女が立ち去った後、マレーに今後の予定を聞かれたフィオラヴァンテは無言で微笑む。

## キャスト
※括弧内は日本語吹替
- フィオラヴァンテ - ジョン・タトゥーロ（咲野俊介）
- マレー - ウディ・アレン（伊藤和晃）
- アヴィガル - ヴァネッサ・パラディ（高橋理恵子）
- ドヴィ - リーヴ・シュレイバー（かぬか光明）
- パーカー医師 - シャロン・ストーン（五十嵐麗）
- セリマ - ソフィア・ヴェルガラ（和優希）
- ソル弁護士 - ボブ・バラバン
- ローン - ローン・シャバノル

## 評価
本作に5つ星中3つ星をつけた『The Telegraph』のDavid Grittenは「ここ数年で最高のウディ・アレンだ」と述べた。『Los Angeles Times』のBetsy Sharkeyは「ジョン・タトゥーロの最も統制されていて楽しい作品」として高く評価した。